# Râul Valea Largă, Prahova
Râul Valea Largă este un curs de apă, afluent al râului Prahova. 